# Гротаферата
Гротаферата (итал. Grottaferrata) је насеље у Италији у округу Рим, региону Лацио.
Према процени из 2011. у насељу је живело 18144 становника. Насеље се налази на надморској висини од 377 м.

## Становништво
| 1936. | 1951. | 1961. | 1971.  | 1981.  | 1991.  | 2001.  | 2011.  |
| ----- | ----- | ----- | ------ | ------ | ------ | ------ | ------ |
| 4.621 | 6.701 | 8.549 | 11.361 | 14.829 | 16.361 | 17.663 | 19.156 |